# Entente Sportive de Sétif

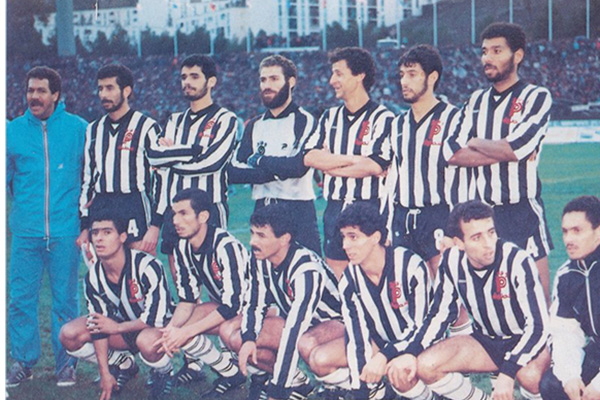
El Entente Sportive de Sétif en 1990.

Entente Sportive de Sétif (en árabe:  الوفاق الرياضي السطايفي‎) es un club de fútbol profesional de Argelia fundado en la ciudad de Sétif en el año 1958. Juega actualmente en el Campeonato Nacional de Argelia.

## Historia
El club fue fundado en 1958 por Ali Benaouda y Ali Layass, con el nombre de ES Sétif. Luego, en 1960, su nombre fue cambiado al de EP Sétif. En 1977, su nombre fue cambiado al de la actualidad, ES Sétif (Entente Sportive de Sétif).
El E.S.S forma parte de los clubes más prestigiosos de Argelia. Desde su creación, el club ha ganado la Copa de Argelia en 8 oportunidades. El club es también el único equipo de Argelia en ganar torneos fuera del continente africano, ya que han conseguido ganar la Copa Afroasiática en 1989 en Catar. Ha ganado la Copa Africana de Clubes Campeones en dos oportunidades, más precisamente en 1988 y 2014.

## Uniforme
Los primeros colores del uniforme fueron el verde y el blanco, pero tras un enfrentamiento entre los hinchas contra el Ejército francés en un partido jugado el 8 de mayo de 1945, cambiaron el color del uniforme al blanco y negro, como signo de la tristeza de los eventos de ese día.

## Estadio
El estadio 8 de mayo de 1945 es un estadio de usos múltiples ubicado en la ciudad de Sétif, Argelia. En la actualidad se utilizan sobre todo para los partidos de fútbol y donde hace de local el ES Sétif. El estadio tiene capacidad para 30.000 personas.

## Palmarés

### Torneos Nacionales (18)
- Campeonato Nacional de Argelia (8):

1968, 1987, 2007, 2009, 2012, 2013, 2015, 2017.
- Copa de Argelia (8):

1963, 1964, 1967, 1968, 1980, 1989, 2010, 2012.
- Supercopa de Argelia (2):

2015, 2017.

### Torneos internacionales (4)
- Liga de Campeones de la CAF (2):

1988, 2014
- Supercopa de la CAF (1):

2015.
- Copa Afro-Asiática (1): 1989.

### Torneos internacionales
- Liga de Campeones Árabe (2):

2007, 2008.

## Otros títulos
- North African Cup of Champions: 1

2009
- North African Super Cup: 1

2010
- North African Cup Winners Cup: 1

2010

## Participación en competiciones de la CAF
- Liga de Campeones de la CAF (12): 1987, 1988, 1989, 2008, 2010, 2011, 2013, 2014, 2015, 2016, 2018, 2021-22.

- Copa Confederación de la CAF (5): 2009, 2011, 2012, 2013, 2020-21.

- Recopa Africana (2): 1981, 1991

- Supercopa de la CAF (1): 2015

- Copa Mundial de Clubes de la FIFA (1): 2014

## Plantilla 2016
- = Lesionado de larga duración

### Jugadores destacados
| - Nacer Adjissa - Laid Belhamel - Isâad Bourahli - Faouzi Chaouchi - Abdelmoumene Djabou - Lamouri Djediat - Farès Fellahi - Abderahmane Hachoud - Lazhar Hadj Aïssa - Samir Hadjaoui - Nabil Hemani - Messaoud Koussim - Abdelkader Laïfaoui - Khaled Lemmouchia - Kheïreddine Madoui | - Lounis Matem - Hocine Metref - Antar Osmani - Slimane Raho - Abdelhamid Salhi - Abdelhakim Serrar - Abdelmalek Ziaya - Malik Zorgane - Koh Traoré - Rémi Adiko |

## Entrenadores
| Periodo                           | Nombre              |
| --------------------------------- | ------------------- |
| 1964–1967                         | Abdelhamid Kermali  |
| Julio de 2005–enero de 2006       | Hervé Revelli       |
| 2005–2006                         | Hocine Zekri        |
| 2006–2007                         | Rachid Belhout      |
| 2007                              | Rabah Saâdane       |
| 2007                              | Noureddine Saâdi    |
| Diciembre de 2007–junio de 2008   | Bernard Simondi     |
| Septiembre de 2008–junio de 2009  | Azzedine Aït Djoudi |
| Octubre de 2009–octubre de 2010   | Noureddine Zekri    |
| Octubre de 2010–diciembre de 2010 | Gianni Solinas      |
| Enero de 2011–junio de 2011       | Giovanni Dellacasa  |
| Septiembre de 2011–junio de 2012  | Alain Geiger        |
| Julio de 2012–                    | Hubert Velud        |